# Río Ilabaya
Der Río Ilabaya, im Ober- und Mittellauf Río Tacalaya und Río Camilaca, ist der 71 km lange rechte Quellfluss des Río Locumba (Río Salado) im äußersten Süden von Peru in der Region Tacna. Dort durchfließt er die Provinzen Candarave und Jorge Basadre.

## Flusslauf
Der Río Ilabaya entspringt in der peruanischen Westkordillere an der Südwestflanke des Cerro Huilacollo auf einer Höhe von etwa 4670 m. Im Osten wird das Quellgebiet von dem Vulkan Tutupaca flankiert. Der Río Ilabaya durchquert den Distrikt Camilaca in südlicher Richtung. Ab Flusskilometer 47 bildet er die Grenze zum weiter östlich gelegenen Distrikt Cairani. Auf den unteren 38 Kilometern wendet sich der Río Ilabaya nach Südwesten. Bei Flusskilometer 23, nahe der Ortschaft Cambaya, trifft die Quebrada Boroqueña von rechts auf den Fluss. Im Anschluss durchfließt der Río Ilabaya den Distrikt Ilabaya. Bei Flusskilometer 12 mündet die Quebrada Huanuara  von links, bei Flusskilometer 7, bei dem Distrikthauptort Ilabaya, der Río Calumbraya von rechts in den Río Ilabaya. Dieser vereinigt sich schließlich auf einer Höhe von etwa 1090 m nahe Ticapampa mit dem von Osten heranfließenden Río Curibaya zum Río Locumba, dessen oberer Flussabschnitt auch Río Salado heißt.

## Einzugsgebiet
Der Río Ilabaya entwässert ein Areal von etwa 910 km². Das Einzugsgebiet des Río Ilabaya grenzt im Westen an das des Río Cinto, im Nordwesten an das des Río Moquegua sowie im Norden und im Osten an das des Río Curibaya.